# Dacryopinax crenata
Dacryopinax crenata är en svampart som beskrevs av Lowy 1987. Dacryopinax crenata ingår i släktet Dacryopinax och familjen Dacrymycetaceae.   Inga underarter finns listade i Catalogue of Life.